# Synagoge (Haigerloch)

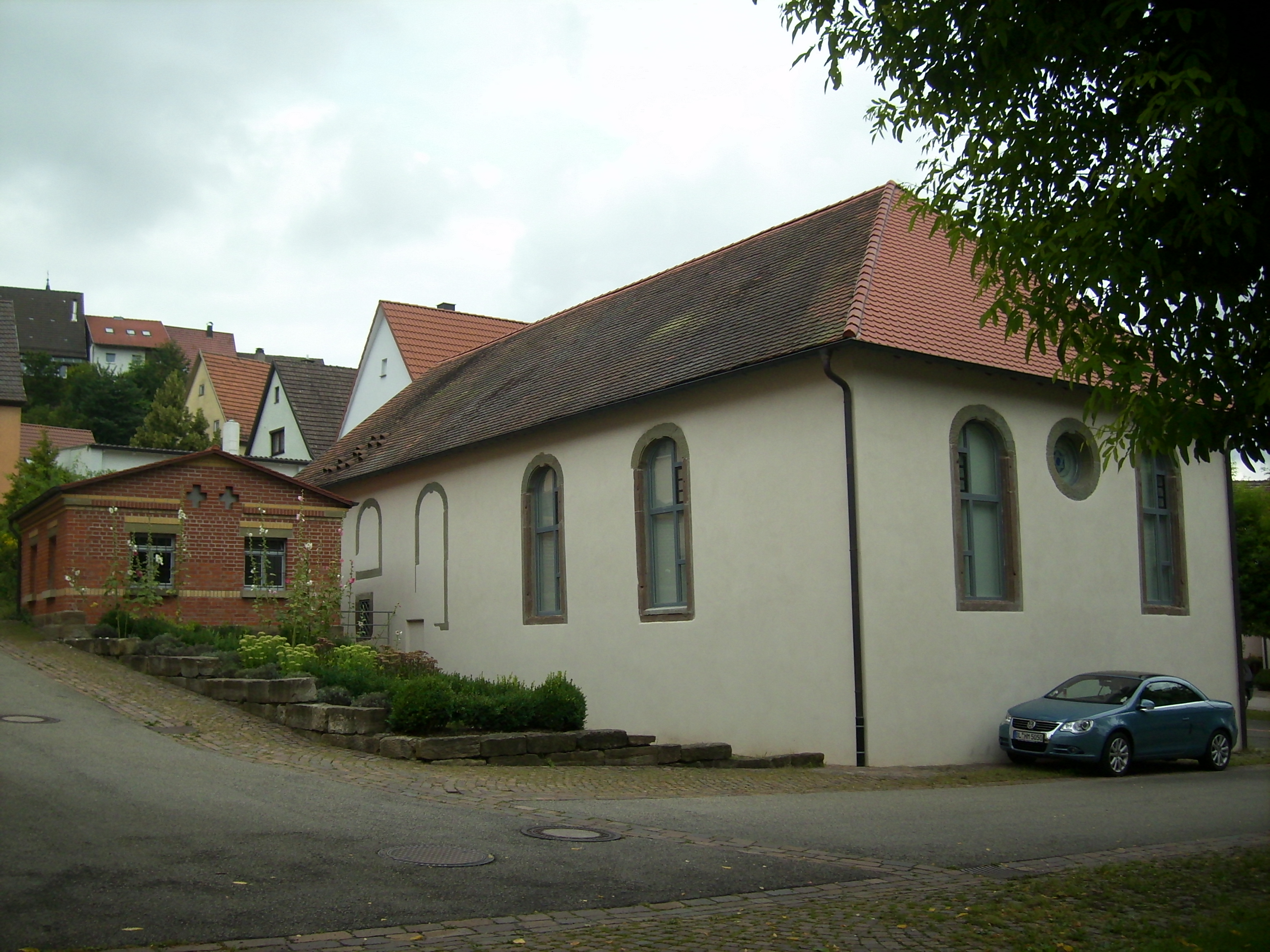
Synagoge Haigerloch (2009)

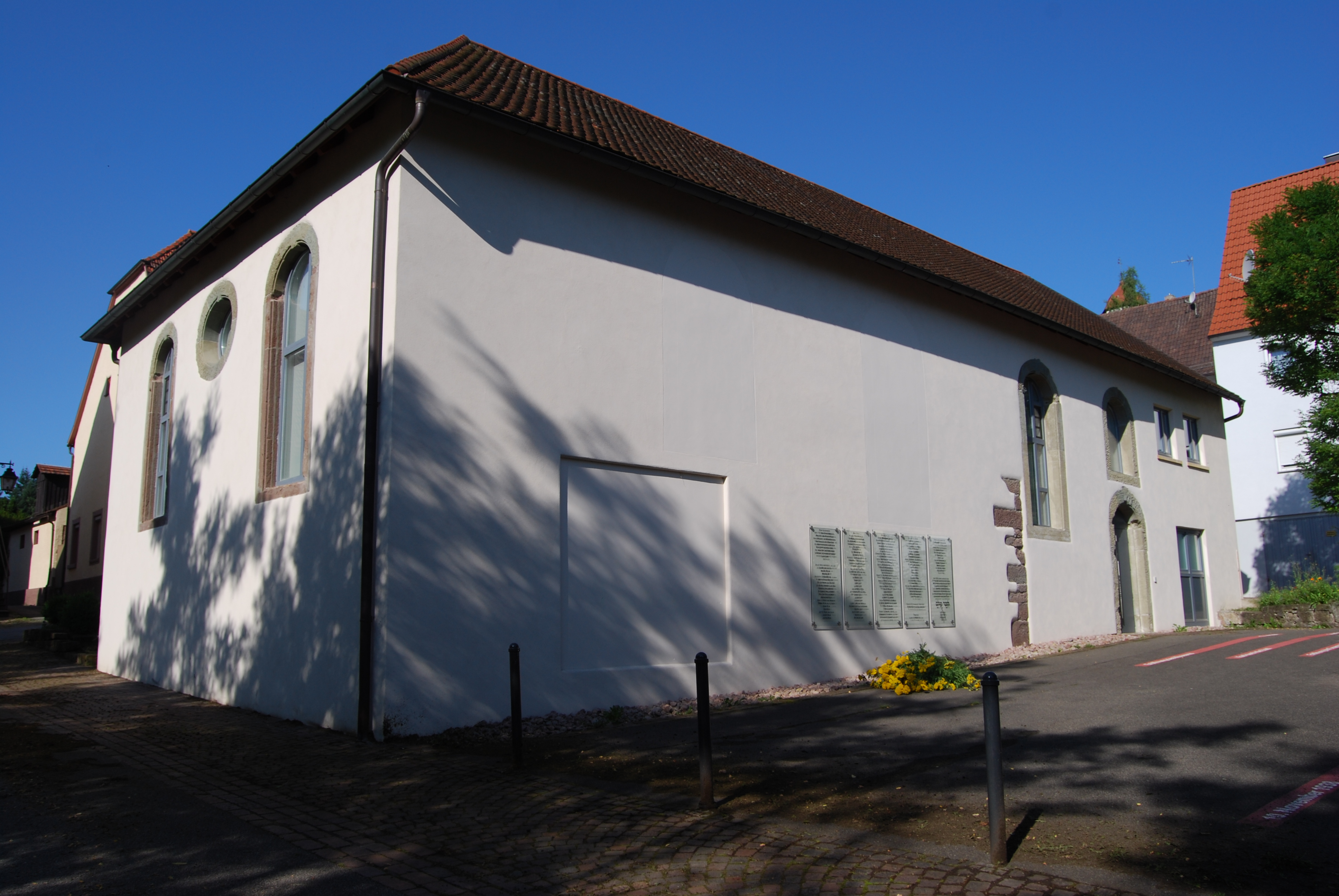
Synagoge Haigerloch (2010)

Die Synagoge Haigerloch der jüdischen Gemeinde Haigerloch wurde am 30. Mai 1783 eingeweiht. Die Synagoge wurde während der Novemberpogrome am Morgen des 10. November 1938 so geschädigt, dass ein Gottesdienst nicht mehr möglich war. Heute befindet sich in dem Gebäude ein Museum und eine Gedenkstätte.

## Geschichte bis zu den Novemberpogromen
Im Judenschutzbrief aus dem Jahr 1595 wurde den Juden in Haigerloch Religionsfreiheit zugesichert. Eine Judenschule (Synagoge) war damals wohl in einem Privathaus im jüdischen Wohnviertel Haag in der Oberstadt eingerichtet, dessen genauer Standort jedoch unbekannt ist.
Die Synagoge Haigerloch geht auf ein Baugesuch von Juden aus dem Jahre 1782 an den Fürsten von Hohenzollern-Sigmaringen zurück, dem gegen eine Zahlung von 100 Gulden bzw. einen jährlichen Grundzins von drei Gulden zugestimmt wurde. Um den Bau zu finanzieren, erlaubte ein fürstlicher Sammlungsbrief, das Geld bei auswärtigen Juden in einer Kollekte zu sammeln. Bereits am 30. Mai 1783, ein Jahr später, konnte die Synagoge eingeweiht werden.
Bald stellte sich jedoch heraus, dass die Synagoge zu klein war, weil die jüdische Gemeinde stark wuchs. Zwischen 1839 und 1840 wurde nach längeren finanziellen Auseinandersetzungen zwischen der jüdischen Gemeinde und der fürstlichen Verwaltung die Synagoge umgebaut und erweitert.
Durch eine Verlängerung und den Einbau neuer Emporen wurden in der Synagoge schließlich Platz für 294 Personen geschaffen. Der Umbau kostete 1.758 Gulden 47 Kreuzer, von denen der Fürst im Juni 1839 150 Gulden beitrug. Durch Spendengelder wurde ein großer Teil der Einrichtung finanziert. Die Torarolle, welche allein einen Wert von 1.000 Gulden hatte, wurde mit Hilfe eines Lottogewinns erworben.
Im Jahr 1930 wurde die Synagoge von der jüdischen Gemeinde gründlich renoviert. Die Wiedereinweihung erfolgte am 21. September 1930 in Anwesenheit von Vertretern des Staates, der israelitischen Religionsgemeinschaft Württemberg und der christlichen Kirchen.
Nach der Machtergreifung der Nationalsozialisten folgten Repressalien gegenüber der jüdischen Bevölkerung. Im Rahmen der landesweiten Novemberpogrome 1938 wurden am Morgen des 10. November die Synagoge, das jüdische Schul- und Gemeindehaus und die Gastwirtschaft Rose von etwa 45 Angehörigen der SA und der SA-Reserve aus Sulz am Neckar überfallen. Dabei wurde in der Synagoge die Einrichtung zerstört, Fenster wurden eingeworfen und Türen gewaltsam geöffnet, Bänke und rituelle Gegenstände wurden auf den Hof geworfen. Eine nachträgliche Vernichtung durch Feuer ließ der zuständige Kreisleiter in Horb durch die Gendarmerie verhindern. Für die Nutzung als Gotteshaus war das Gebäude jedoch unbrauchbar geworden. Die Torarolle der Synagoge überstand die Verwüstung, weil sie von einer christlichen Familie über die Zeit des Nationalsozialismus versteckt worden war. Für weitere Gegenstände wurden am 9. Januar und 30. Januar der Empfang von Kisten und Säcken durch die jüdische Gemeinde quittiert.

## Geschichte nach der Zerstörung bis zur Kapitulation
Da der Wiederaufbau von zerstörten Synagogen nach einer Verfügung des Chefs der Sicherheitspolizei nicht statthaft war, wurde der Eigentümer, also die jüdische Gemeinde, zur Beseitigung der Trümmer der Synagoge verpflichtet. Ein Abriss des Gebäudes erfolgte jedoch nicht. Das Synagogengebäude, das dazugehörige rituelle Bad (Mikwe) und das Grundstück von 55 Ar wurden – gegen Auflagen aber zu einem Bruchteil des Verkehrswertes – für 3.000 RM von der Stadt gekauft mit dem Zweck, dort eine Turnhalle einzurichten. Dazu wurden, bis sie 1942 aus Materialknappheit abgebrochen wurden, diverse Umbauarbeiten an dem Gebäude vorgenommen. Seit April 1944 wurde die ehemalige Synagoge an die Lufthansa AG als Lagerraum vermietet. Im April 1945 wurde das Dach durch Granatbeschuss stark beschädigt.

## Geschichte seit dem Ende des Zweiten Weltkriegs

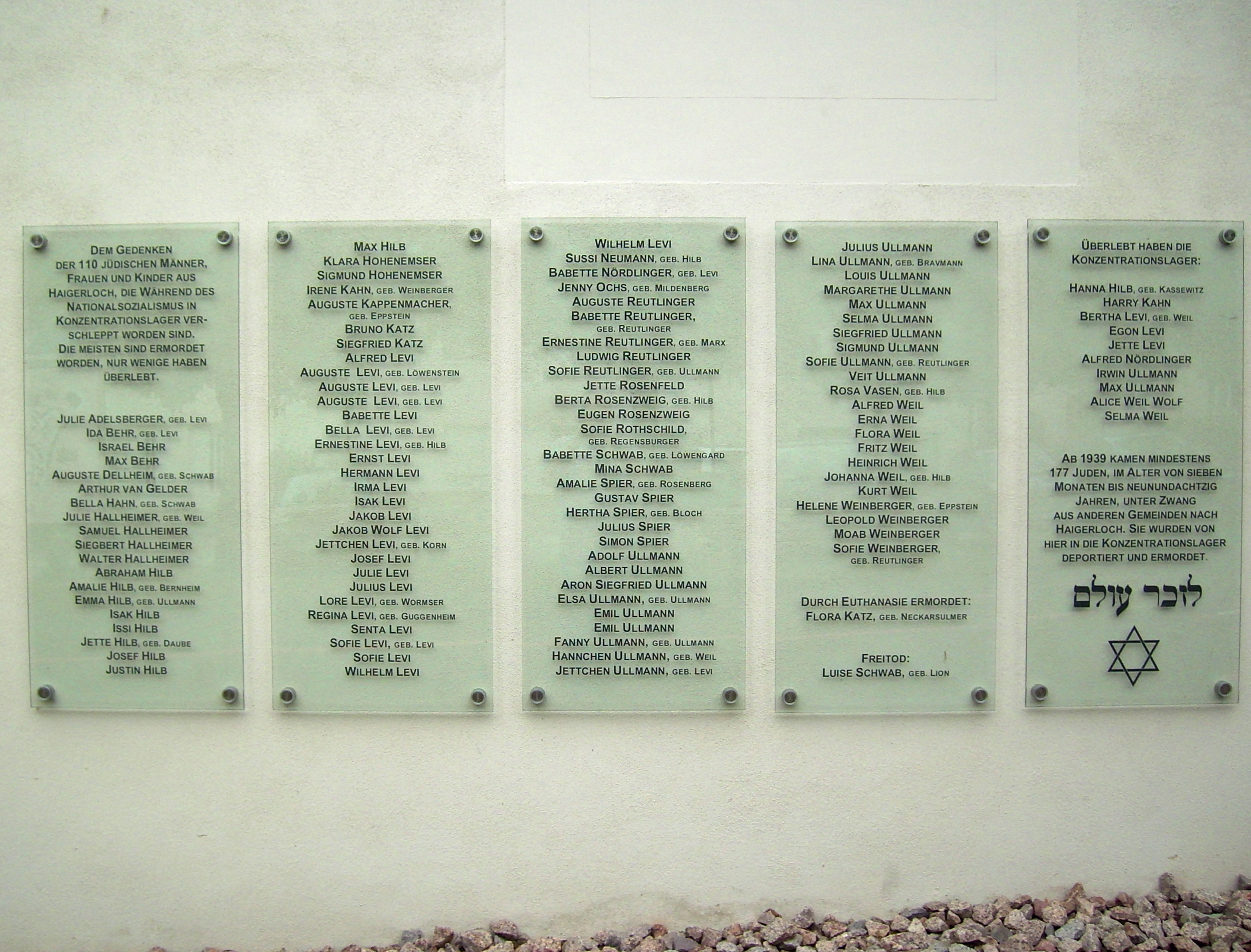
Gedenktafel an der ehemaligen Synagoge

Die Schändung der Synagoge hatte nach dem Ende des Zweiten Weltkrieges für 17 Angeklagte strafrechtliche Konsequenzen. Sie wurden von insgesamt 23 Angeklagten im Dezember 1947 zu Gefängnisstrafen zwischen drei und zehn Monaten verurteilt. Das Oberlandesgericht Tübingen bestätigte in einem Revisionsverfahren die Urteile.
Ein Restitutionsverfahren, geführt von der Israelitische Religionsgemeinschaft Württembergs in Stuttgart, aus dem Jahr 1949 gegen die Stadt Haigerloch endete schließlich mit einem Vergleich. Die Stadt erkannte die Nichtigkeit des Kaufvertrages aus dem Jahr 1939 an und hatte somit das Grundstück an die Kultusvereinigung herauszugeben, da keine jüdische Gemeinde in Haigerloch die Rechtsnachfolge antreten konnte. Die Stadt erhielt im Gegenzug einen Betrag von 1.000 RM für die Unterhaltungskosten des Gebäudes.
Die Israelitische Religionsgemeinschaft Württembergs verkaufte am 19. Dezember 1951 das Gebäude neben mehreren Grundstücken an private Käufer. Die ehemalige Synagoge wurde durch umfangreiche Umbauarbeiten und Restaurierungen von Kriegsschäden derart umgestaltet, dass sie ihr Aussehen als Synagoge völlig verlor. Bis in die 1960er Jahre wurde das Gebäude als Filmtheater genutzt. Danach war ein Lebensmittelmarkt und von 1981 bis 1999 eine Lagerhalle eines Textilbetriebs in dem Gebäude untergebracht.
Zum 50. Jahrestag der Reichspogromnacht 1988 entstand der Gesprächskreis Ehemalige Synagoge Haigerloch, dessen Ziel es ist, das Gebäude einer bestimmungsnahen Verwendung zuzuführen. Nach längeren Verhandlungen mit dem privaten Eigentümer konnte die Stadt Haigerloch das Gebäude im Jahr 1999 zurückerwerben. Dies geschah in bedeutendem Umfang durch Sponsorengelder, welche der Gesprächskreis einwerben konnte.
In den Jahren 2001 bis 2003 wurden bauliche Veränderungen vorgenommen, um dort ein Museum zur Geschichte der einst in Hohenzollern lebenden Juden einzurichten. Die Einweihungsfeier fand am 9. November 2003 mit einer Gedenkstunde unter Anwesenheit früherer jüdischer Gemeindemitglieder statt. Das Haus der Geschichte Baden-Württemberg übernahm die Konzeption und Realisierung der Ausstellung. Das Museum wurde schließlich am 13. Juni 2004 eingeweiht und beheimatet die Dauerausstellung Spurensicherung – Jüdisches Leben in Hohenzollern. Mit Originalobjekten und Zeitzeugeninterviews wird an die Geschichte der Juden in Haigerloch, Hechingen und Dettensee erinnert.